# Montigny-en-Gohelle

Montigny-en-Gohelle este o comună în departamentul Pas-de-Calais, Franța. În 1 ianuarie 2022 avea o populație de 9.667 de locuitori.